# Jaroslav Kovačič
Jaroslav Kovačič né le 19 juillet 1984 à Krško est un triathlète professionnelle slovène, double champion de Slovénie (2014 et 2015).

## Palmarès
Le tableau présente les résultats les plus significatifs (podium) obtenus sur le circuit national et international de triathlon et de duathlon depuis 2014,.
| Année | Compétition                               | Pays     | Position           | Temps           |
| ----- | ----------------------------------------- | -------- | ------------------ | --------------- |
| 2019  | Ironman Italie                            | Italie   | Médaille d'argent  | 8 h 3 min 11 s  |
| 2019  | Championnat du monde longue distance ITU  | Espagne  | Médaille de bronze | 5 h 12 min 2 s  |
| 2019  | ITU Multisport World Cup, triathlon LD    | Chine    | Médaille d'or      | 3 h 48 min 49 s |
| 2018  | Challenge Almere-Amsterdam                | Pays-Bas | Médaille d'or      | 7 h 55 min 44 s |
| 2018  | Embrunman                                 | France   | Médaille d'argent  | 9 h 49 min 47 s |
| 2017  | Championnats de Slovénie moyenne distance | Slovénie | Médaille d'or      | 3 h 57 min 3 s  |
| 2017  | Championnat d'Europe longue distance ITU  | Pays-Bas | Médaille de bronze | 8 h 5 min 40 s  |
| 2017  | Embrunman                                 | France   | Médaille de bronze | 9 h 48 min 38 s |
| 2016  | Challenge Turku                           | Finlande | Médaille d'or      | 3 h 48 min 3 s  |
| 2015  | Championnats de Slovénie                  | Slovénie | Médaille d'or      | 1 h 58 min 28 s |
| 2015  | Championnats de Slovénie moyenne distance | Slovénie | Médaille d'or      | 3 h 57 min 0 s  |
| 2015  | Championnats de Slovénie de duathlon      | Slovénie | Médaille d'or      | 1 h 0 min 56 s  |
| 2015  | Championnat d'Europe longue distance ITU  | Pays-Bas | Médaille d'argent  | 8 h 45 min 51 s |
| 2014  | Championnats de Slovénie                  | Slovénie | Médaille d'or      | 1 h 49 min 20 s |